# Domenico de Simone
Domenico De Simone (nascido em 29 de novembro de 1768 em Benevento , † 9 de novembro de 1837 em Roma ; também Domenico De Simoni ) foi um cardeal italiano da Igreja Romana .

## vida
Ele foi o quinto filho do marquês Filippo De Simone, um oficial do rei de Nápoles, e sua esposa Vincenza Capece Scondito. Seu tio-avô era o cardeal Gennaro Antonio de Simone. Domenico De Simone também era sobrinho do Cardeal Camillo de Simone. Ele recebeu sua educação básica no Colégio de San Carlo a Mortella em Nápoles. Ele então foi para Roma, onde frequentou o Collegio Nazareno sob os cuidados de seu tio de 1781 a 1788 e estudou na Academia para a Nobreza Eclesiástica de 1789 a 1792 .
Em 13 de dezembro de 1792, Domenico De Simone entrou ao serviço da Cúria como escriturário e tornou-se prelado da casa papal. Papa Pio VI nomeou-o governador de Fabriano em 1794, cargo que ocupou até a invasão francesa. Durante a ocupação francesa dos Estados papais, refugiou-se com seu tio em Nápoles e Benevento. Após a primeira restauração do governo papal, ocupou vários cargos na administração dos Estados papais até se retirar para a vida privada durante a segunda ocupação francesa. Após a restauração renovada dos Estados papais, ele foi, entre outras coisas, delegado apostólico e clérigo da Câmara Apostólica sob Papa Pio VII e prefeito da Annona antes de se tornar maestro di camera Leos XII em 15 de dezembro de 1828. avançado. Pio VIII o confirmou nesta posição. Além disso, Domenico De Simone foi Protonotário Apostólico desde 28 de dezembro de 1828 .
O Papa Pio VIII o criou no consistório de 15 de março de 1830 cardeal diácono de Sant'Angelo em Pescheria e o designou para a Congregação para as Indulgências e as Santas Relíquias , a Congregação para a Administração dos Bens , a Congregação para a Economia e a Congregação para a reconstrução de São Paulo Fora dos Muros . Domenico De Simone foi nomeado Legado Apostólico de Ferrara em 24 de julho de 1830. Foi ordenado diácono em 18 de dezembro de 1830 . Ele participou do conclave de 1830-1831 que Gregory XVI. papa eleito. De 24 de fevereiro de 1832 a 1833 foi Chamberlain do Sagrado Colégio dos Cardeais .
Domenico De Simone morreu após uma longa doença e foi enterrado em sua igreja titular Sant'Angelo em Pescheria .

## Link
- Domenico de Simone
- catholic-hierarchy.org